# Pison

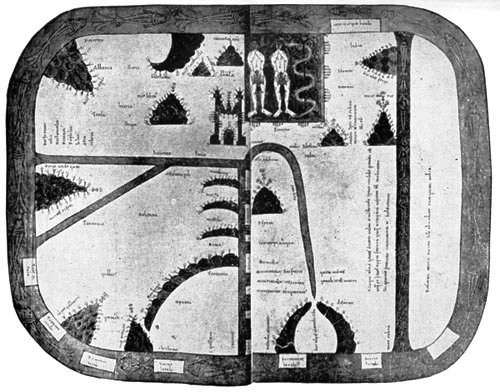
Harta arabo-spaniolă a Edenului din 1109

Pison sau Fison este unul din cele patru râuri (Eufrat, Tigru și Ghihoh) care traversau Grădina Edenului, menționate în Geneza, Biblie. Pison este descris că încercuiește teritoriul Havilei.

## Ipotezele locației

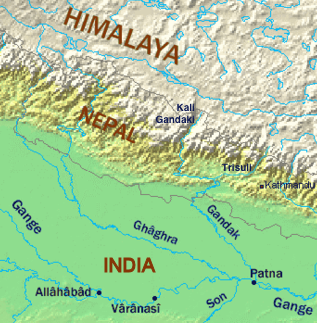
Gange și afluenții săi

Spre deosebire de primele două râuri în listă, Pison nu a fost niciodată localizat. Istoricul iudeo-roman, Titus Flavius Josephus (37 - 100), la începutul lucrării sale, Antichități  de la evrei,  a identificat Pison cu fluviul Gange. Rabinul francez medieval Rashi consideră că Nilul este râul Pison.  
Unii savanți moderni timpurii, inclusiv A.D. Calumet (1672 - 1757), Rosenmüller (1768 - 1835), și Kell (1807 - 1888), au considerat sursa râului ca fiind o regiune de izvoare: Pison și Gihon erau fluxuri de munte, deci puteau să fie Phasis sau Araxes, iar acesta din urmă Oxus. James A. Sauer, fost curator al Muzeului de semitice la Harvard, a făcut un argument cu ajutorul geologiei și istoriei prin care Pison a fost Wadi Bisha, un canal uscat, care începe în Munții Hijaz în apropiere de Medina pentru a înainta spre nord-est spre Kuweit. Cu ajutorul fotografiilor din satelit, Farouk El-Baz de la Universitatea Boston a trasat canalul uscat din Kuweit până Wadi al-Batin.
David Rohl a identificat Pison cu Uizhun, așezând Havila în nord-estul Mesopotamiei. Uizhun este cunoscut local ca Râul de Aur. În apropiere de muntele Sahand, se șerpuiește între minele de aur antice și filoanelor de lapis lazuli înainte de a se vărsa în Marea Caspica. Aceste resurse naturale corespund cu cele asociate cu țara Havila, în Geneză.